# Die Peitsche (1916)
Die Peitsche (Alternativtitel: Die geheimnisvolle Peitsche) ist ein Kriminalfilm von 1916 der Filmreihe Stuart Webbs.

## Handlung
Der Detektiv Stuart Webbs klärt das Verschwinden von Diamantenschmuck auf.

## Hintergrund
Gedreht wurde er im Stuart Webbs-Film-Atelier in Berlin-Weißensee. Produziert wurde er von der Stuart Webbs-Film Company Reicher und Reicher (Berlin). Dem Filmproduzenten Erich Pommer zufolge stammte das Drehbuch zu „Die Peitsche“ von Fritz Lang. Da es sonst jedoch keine erhaltenen Angaben zum Drehbuchautor gibt, muss es als unsicher gelten, ob das Drehbuch tatsächlich von Lang stammt. Der als verschollen geltende Film hat eine Länge von vier bzw. fünf Akten auf 1.560 Metern. Das entspricht einer Länge von ca. 85 Minuten. Die Polizei Berlin erließ ein Jugendverbot (Nr. 40112), die Polizei München verlangte, das er nicht als Detektivfilm angekündigt wird (Nr. 23152, 23153, 23154, 23155). Die Reichsfilmzensur Berlin belegte ihn am 15. Juni 1921 mit einem Jugendverbot (Nr. 3454). Die Uraufführung fand im Dezember 1916 im Marmorhaus Berlin statt. Ab 1921 übernahm Richard Kühn (Berlin) den Filmverleih.